# Лебанон (Индиана)
Лебанон (англ. Lebanon) — город и административный центр округа Бун в штате Индиана в Соединённых Штатах Америки.
Согласно данным переписи населения США 2020 года число жителей города 
составляло 16 662 человека, что почти на тысячу горожан больше, чем было указано в предыдущей переписи.

## История
Город Лебанон был основан в 1832 году и тогда же здесь появилось и первое почтовое отделение. Согласно легенде он был так назван одним из первых поселенцев, который увидел на этом месте рощу деревьев гикори и вспомнил библейские кедры Ливана (по английски Ливан пишется — Lebanon).
Одной из главных достопримечательностей города является, построенный в 1893 году, Дом Крэгуна, который занесён в Национальный реестр исторических мест США.

## География
Лебанон расположен в центральной части штата Индиана, примерно в 29 милях (47 км) к северо-западу от центра Индианаполиса и в 36 милях (58 км) к юго-востоку от города Лафайетт.
Согласно данным Бюро переписи населения США, общая площадь Лебанона составляет 15,566 квадратных миль (40,32 км2), из которых 15,55 квадратных миль (40,27 км2 или 99,9%) составляет суша, а 0,016 квадратных миль (0,04 км2 или 0,1%) — водная поверхность.